# Microplia nigra
Microplia nigra är en skalbaggsart som beskrevs av Monné 1976. Microplia nigra ingår i släktet Microplia och familjen långhorningar. Inga underarter finns listade i Catalogue of Life.